# Germandön
Germandön is een Zweeds eiland voor de kust van Luleå. Het is een van de grotere eilanden in deze scherenkust. Het eiland bestaat uit twee gedeelten: in het noorden Bastaholmen en in het zuiden het eigenlijke Gerandön. Het waren in vroeger tijden twee eilanden, die door verhoging van het gebied aan elkaar gegroeid liggen. De scheiding tussen de eilanden, de Gerandösundet (zeestraat van Gerandö) is nu een binnenmeer op het eiland. Het platte eiland steekt nauwelijks boven zeeniveau uit, vandaar dat op het eiland moerassen te vinden zijn. Het eiland heeft geen oeververbinding, maar is wel bebouwd.